# Wladimir Jewgrafowitsch Tatlin

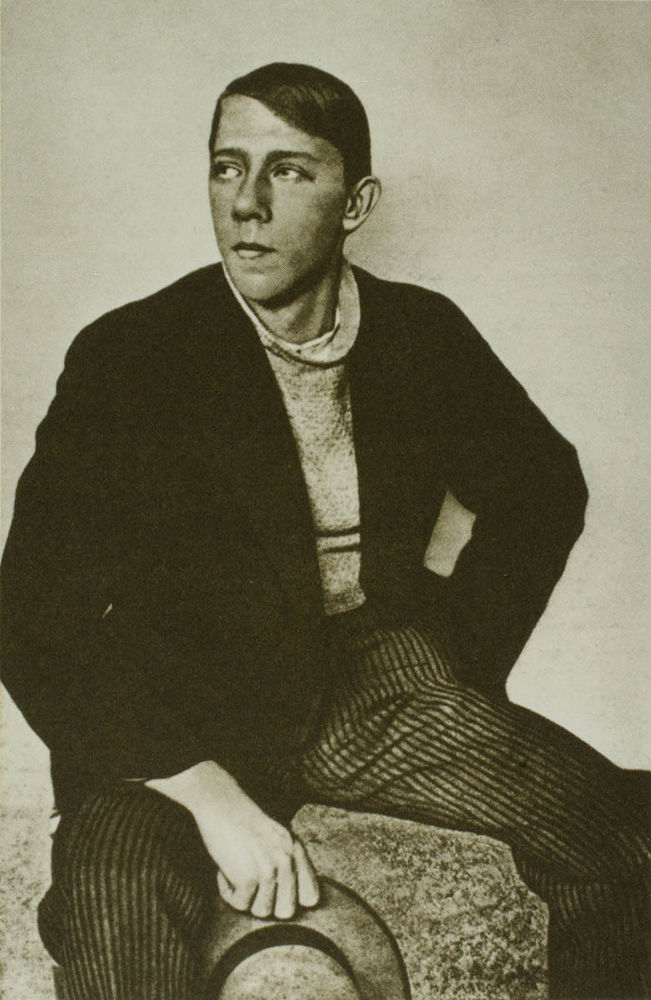
Wladimir Tatlin, 1918

Wladimir Jewgrafowitsch Tatlin (russisch Владимир Евграфович Татлин, wiss. Transliteration Vladimir Evgrafovič Tatlin; * 16.jul. / 28. Dezember 1885greg. in Moskau, Russisches Kaiserreich; † 31. Mai 1953 in Moskau, Sowjetunion) war ein russischer und sowjetischer Künstler.
Seine Gemälde, insbesondere jedoch seine dreidimensionalen Reliefs, sowie sein Entwurf für ein Monument für die Dritte Internationale zählen zu den wichtigsten Werken der Russischen Avantgarde. Tatlin hatte maßgeblichen Einfluss auf die Architektur des Konstruktivismus.

## Leben und Werk

### Kindheit und Jugend in Charkow (1885–1910)
Wladimir Tatlin kam in Moskau als Sohn eines Ingenieurs zur Welt und lebte als Kind in Charkow, heute Ukraine. Mit 14 Jahren riss er von zuhause aus und war zwei Jahre als Schiffsjunge auf einem Dampfer unterwegs. Als Matrose lernte er Frankreich, Syrien, die Türkei und Marokko kennen. 

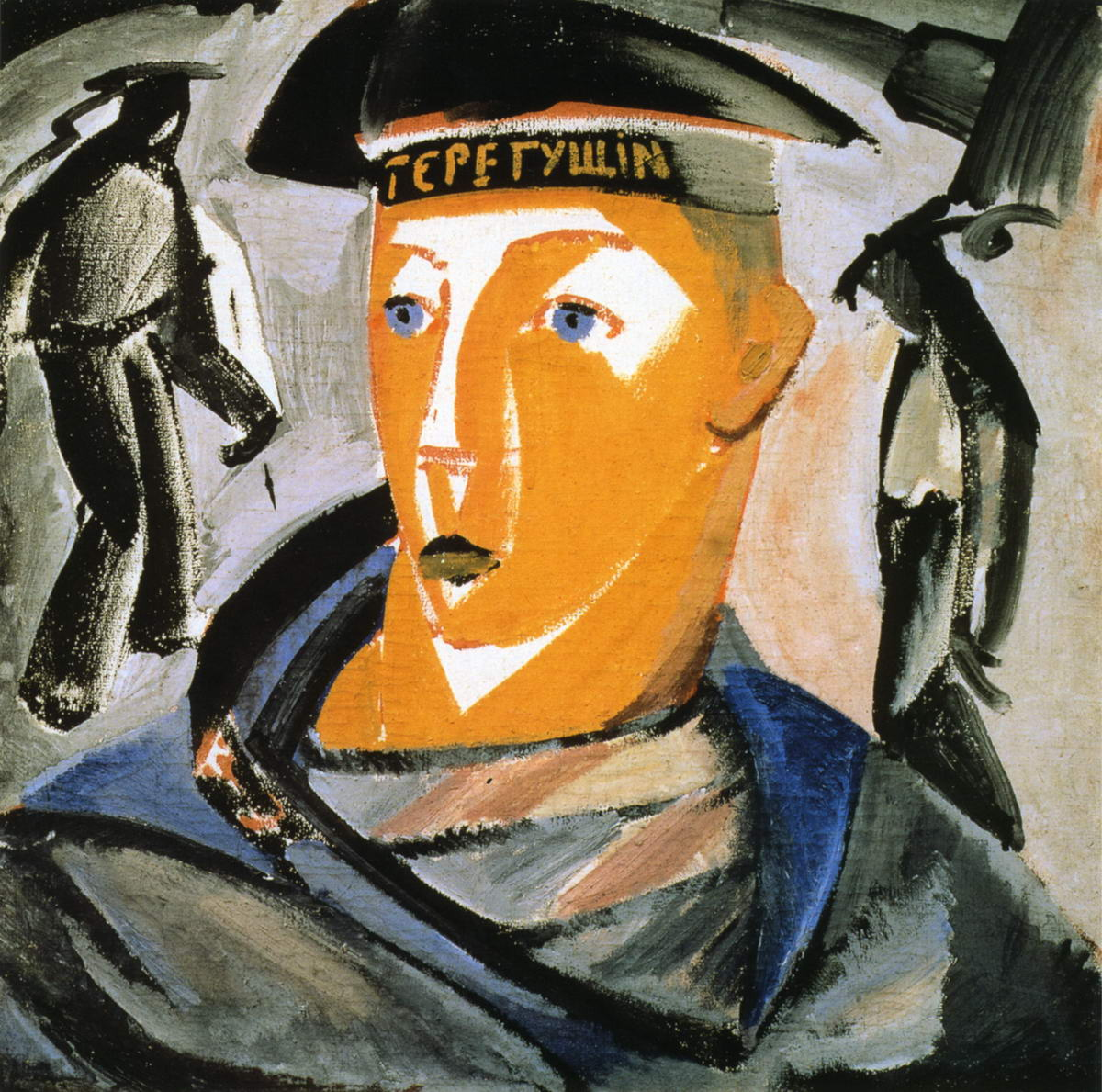
Matrose (Selbstporträt), 1911, Öl auf Leinwand, 71,5 × 71,5 cm, St. Petersburg, Russisches Museum

1902 besuchte er die Pensaer Kunstschule. 1907–1908 erhielt er Malunterricht bei Michail Larionow. Unter seinem Einfluss schuf er 1911 sein Selbstporträt als Matrose.

### Künstlerische Tätigkeit in Moskau (1910–1921)
1910–11 studierte er am Institut für Malerei, Plastik und Architektur in Moskau, wo er eine Ateliergemeinschaft mit Alexander Wesnin hatte.
1911 lernte er Kasimir Malewitsch kennen. 1911–12 nahm er an von Michail Larionow veranstalteten Ausstellungen teil. 1913 nahm er an einer Ausstellung der Künstlergruppe Karo-Bube teil. Er besuchte als Tänzer Berlin und Paris, wo er Picasso traf und den Kubismus kennenlernte. 1914 unternahm er mehrere Seereisen.

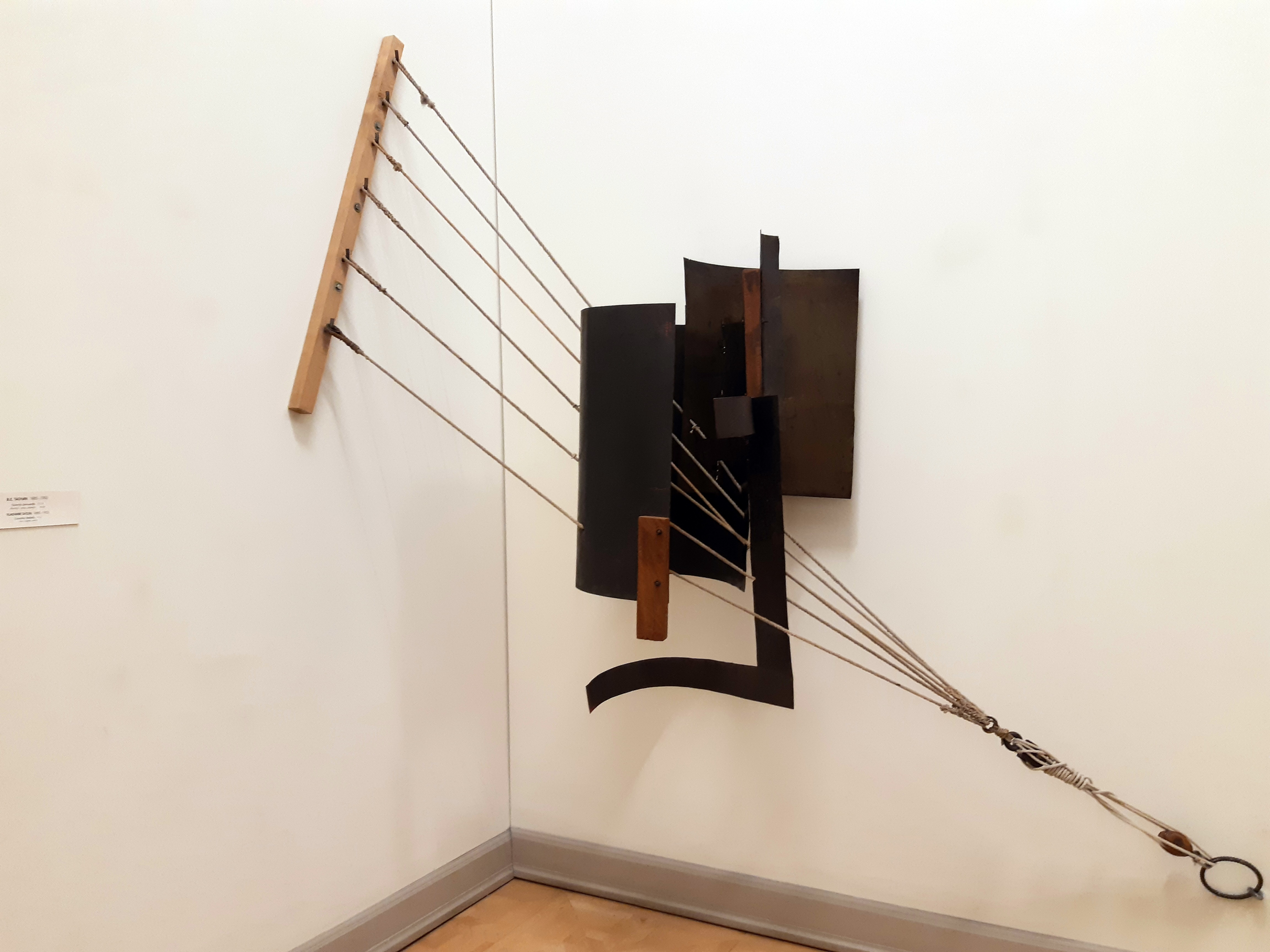
Konterrelief, 1914, St. Petersburg, Russisches Museum

Tatlin war ebenfalls Mitglied der Gruppen Goldenes Vlies, Mir iskusstwa und Eselsschwanz.
1914 zeigte er auf der Ausstellung „Moskauer Künstler für die Opfer des Krieges“ vermutlich das erste Mal eine seiner „Relief-Bilder“ aus Eisen, Stacheldraht, Pappe und Email. 1915 beteiligte er sich an der von Iwan Puni organisierten Ausstellung „Erste futuristische Bilderausstellung Tramway W“ mit seinen Konterreliefs, wovon er eines für die damals enorme Summe von 3000 Rubeln an den Kunstsammler Sergei Schukin verkaufen konnte. 1915–16 stellte er auf der „0,10“ in Petrograd aus.
1916 organisierte er mit Bruni und Tolstaja auf der Ausstellung „Magazin“ aus. Auf dieser Ausstellung werden erstmals Bilder Alexander Rodtschenkos gezeigt. Malewitschs Gemälde wurden von Tatlin zurückgewiesen.

1917 arbeitet er mit Alexander Rodtschenko und Georgi Jakulow an der Ausstattung des „Café Pittoresque“ in Moskau. Tatlin war Leiter des ISO (Sektion für Bildende Künste) des NARKOMPROS (Volkskommissariat für Bildungswesen). 1918–1919 oder 1920 war er Professor an den Ersten Freien Staatlichen Kunstwerkstätten in Moskau.

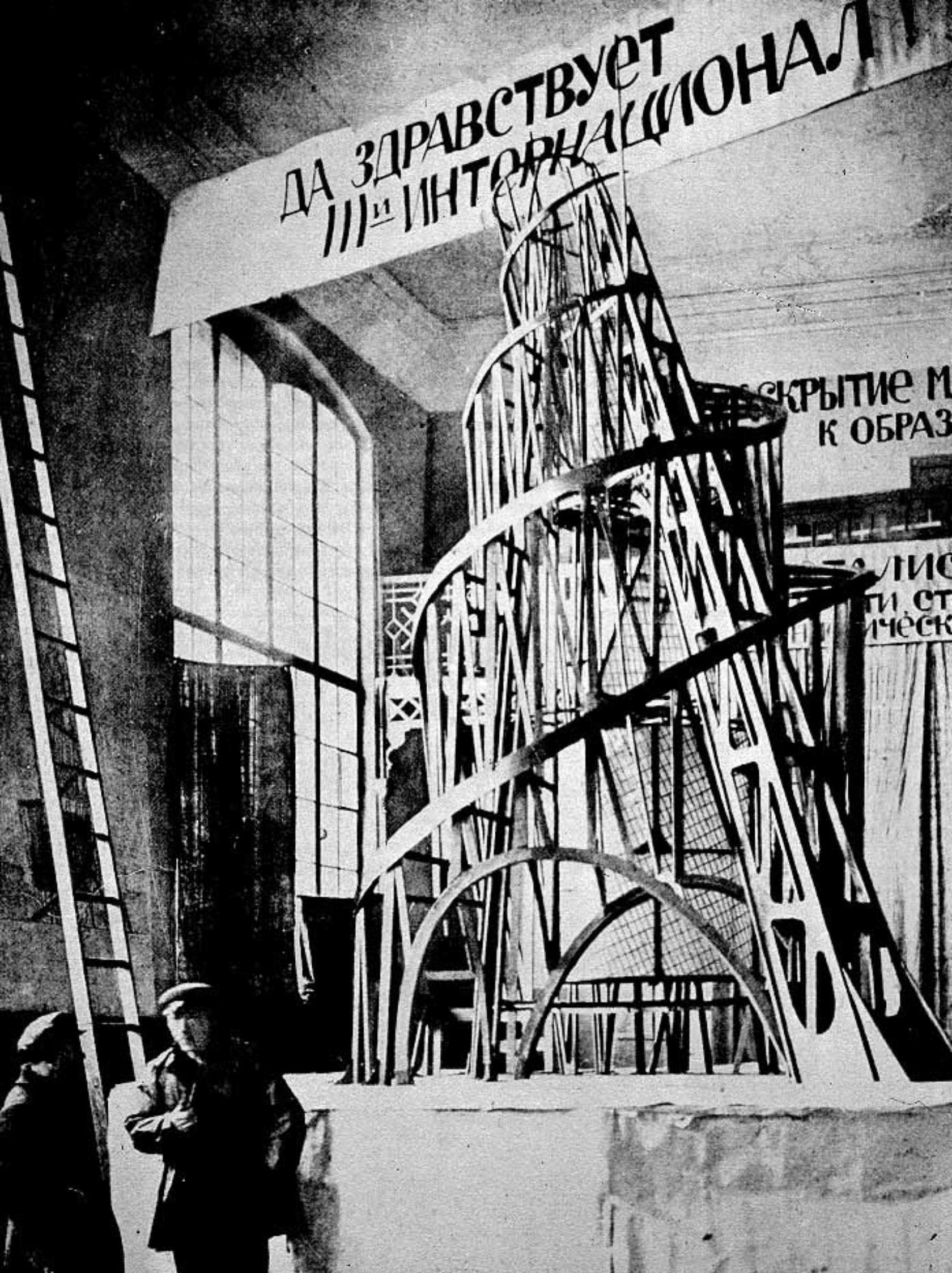
Modell für das Monument für die Dritte Internationale (1919–20)

1919 entwarf und 1920 baute er den Entwurf für das Monument für die Dritte Internationale. Bei der Ausarbeitung waren die Künstler P. Winogradow und J. Meerson sowie der Bildhauer T. Schapiro beteiligt. Das Monument, welches nie über die Planungsphase hinausging, wäre technisch sehr wahrscheinlich nicht umsetzbar gewesen.

### Petrograd (1921–1925)
Tatlin war von 1919 bis 1924 Professor am Institut für künstlerische Kulturen in Petrograd. 1921 zieht er nach Petrograd. 1921–25 war er Mitglied des Rates im Museum für künstlerische Kultur. 1922 gehörte Tatlin zu den Autoren der von El Lissitzky und Ilja Ehrenburg konzipierten kurzlebigen Zeitschrift „Gegenstand“, die sich dem Dialog von Künstlern verschiedener Nationalitäten verschrieben hatte. Ebenfalls 1922 nahm er an der Ersten Russischen Kunstausstellung 1922 in der Galerie Van Diemen in Berlin teil.  1924 fertigte er auch Kleidung und einen Ofen.

### Kiew (1925–1927) und Moskau (ab 1927)
1925–27 war er Direktor der Abteilung von Teakino (Theaterfilm) des Kunstinstitutes von Kiew.
1927 kehrte er nach Moskau zurück und lehrte an dem WChUTEIN. Um 1930 arbeitet er an einer von Menschenkraft betriebenen Flugmaschine mit dem Namen „Letatlin“. 1931 besucht er Picasso in Paris. 1933–52 fertigte er verschiedene Bühnenbilder und beschäftigte sich mit der Konstruktion von Segelflugzeugen. Er war befreundet mit Dmitri Zaplin.

## Werk und Rezeption
Tatlins Werk zeichnet sich durch die den Kubisten und Futuristen eigene Expressivität aus. So sollten sich die Dynamik der Revolution und des Aufbruches in den Arbeiten wiederfinden.
Im Besonderen trat Tatlin als Begründer der Maschinenkunst hervor, welche die Ästhetik der Technik betonte, um sich besonders von einem romantisch bürgerlichen Kunstverständnis abzugrenzen. Die Kunst ist tot. Es lebe die neue Maschinenkunst Tatlins – so stand es im Juni 1920 auf einem Schild anlässlich der Dada Ausstellung Erste Internationale Dada-Messe. Allerdings, Tatlin wollte ästhetisch sinnvolle Maschinen, keine Maschinen-Kunst, wie die Dadaisten glaubten.
Tatlins Arbeiten stehen auch für Begriffe wie Dynamik, Schwerelosigkeit, Transparenz, Kraft und Konstruktion. Besonders sein 400 m hohes Turmprojekt Monument der Dritten Internationale, aber auch die Flugmaschine Letatlin zeugen von seinem Anliegen. Der so genannte Tatlin-Turm sollte eine gigantische Maschine werden, die Konferenzräume, Aufzüge, eine Treppe und einen Radiosender beherbergen und deren Säule im Inneren sich nach den Gestirnen ausrichten können sollte. Das ehrgeizige Architekturprojekt wurde nicht gebaut, gilt aber bis heute als architekturhistorischer Meilenstein.